# 新北市政府北海岸區聯合服務中心
新北市政府北海岸區聯合服務中心（原臺北縣政府北海岸區聯合服務中心）是新北市政府的附屬機關，2009年7月1日成立於新北市淡水區中山路158號2樓（新北市淡水區衛生所同棟），主要服務新北市淡水區、八里區、三芝區、石門區、金山區及萬里區居民，中心主任為管理人員，實際執行運作為新北市政府各局處代表人員。其主要任務在於替代新北市政府，以單一窗口方式加強地方服務。
2013年11月1日，新北市政府北海岸區聯合服務中心裁撤，業務併入新北市淡水區公所。

## 建置單位
- 交通處：監理業務
- 建設處：經發業務
- 地政處：地政業務
- 國稅局：地方稅業務
- 社會處：社政業務
- 戶政處：戶政業務

## 外部連結
- 「臺北縣政府北海岸區聯合服務中心」實施計畫[永久]